# Sand Serpent
Sand Serpent est un ancien parcours de montagnes russes de type Wild Mouse du parc Busch Gardens Tampa, situé à Tampa, en Floride, aux États-Unis. L'attraction fonctionnait à l'origine dans le parc partenaire Busch Gardens Williamsburg à Williamsburg, en Virginie, sous le nom de Wild Izzy en 1996 et plus tard sous le nom de Wilde Maus de 1997 à 2003. Lorsque les montagnes russes ont été déplacées en Floride, elles ont été renommées Cheetah Chase de 2004 à 2011 puis Sand Serpent jusqu'à leur fermeture en 2023.

## Historique
En décembre 1995, Busch Gardens Williamsburg a annonce l'arrivée d'une nouvelles montagnes russes de type Wild Mouse de Mack Rides dans la zone Oktoberfest du parc. L'attraction ouvre le 12 avril 1996. Elle a été nommée Izzy, comme la mascotte des Jeux olympiques d'été de 1996, parce que l'entreprise Busch, propriétaire du parc, était sponsor des jeux,. L'attraction devait ouvrir seulement pour une saison, mais elle est devenue populaire. Elle a été gardée et renommée Wilde Maus en 1997. En novembre 2003, des demandes de travaux sont déposées par le parc pour une nouvelle attraction en remplacement des montagnes russes Wilde Maus. Après sept ans de fonctionnement, le parcours de montagnes russes ferme en 2003 pour être remplacé par le parcours scénique Curse of DarKastle en 2005. En décembre 2003, le St. Petersburg Times rapporte que Wilde Maus serait expédié à Busch Gardens Tampa Bay en janvier 2004 et renommé Cheetah Chase.  Les montagnes russes ouvrent le 28 février 2004, dans la section Tombouctou du parc. En 2011, elle a été renommée Sand Serpent pour éviter les confusions avec la nouvelle attraction Cheetah Hunt,.
Busch Gardens annonce en juin 2023 la fermeture de Sand Serpent le mois suivant pour préparer l'arrivée d'une nouvelle attraction,. Sand Serpent ferme au public le 9 juillet 2023.

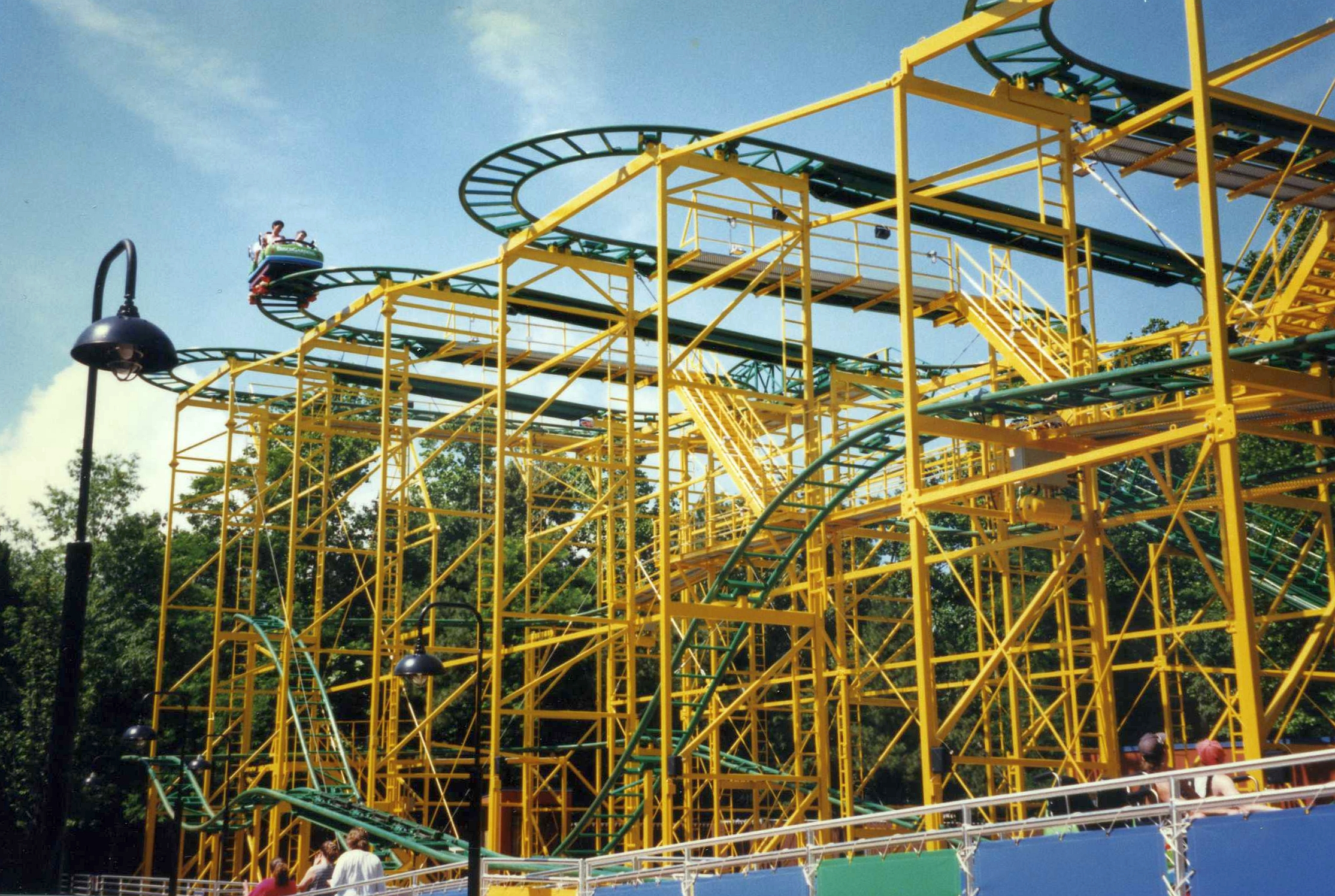
Wild Izzy à Busch Gardens Williamsburg, en 1996.
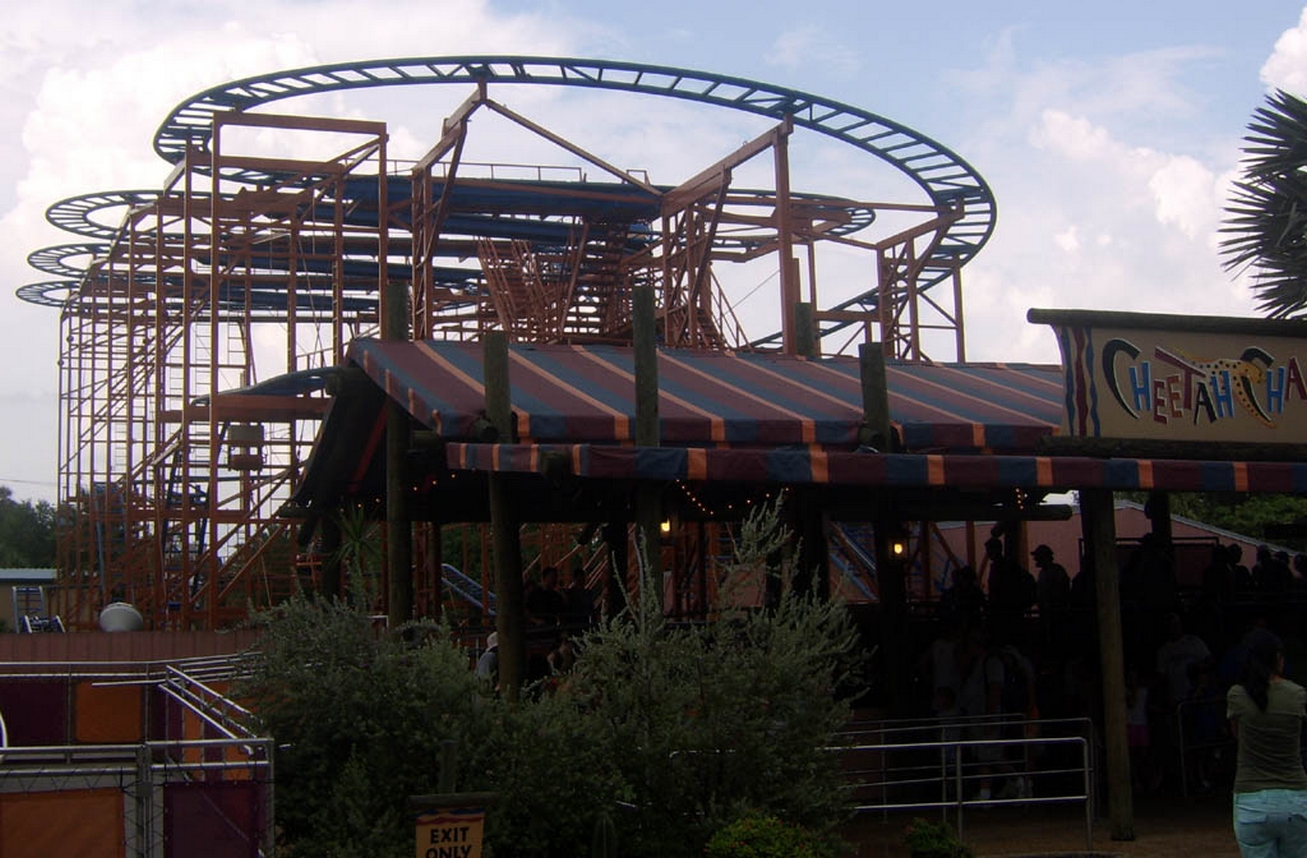
L'attraction, sous le nom Cheetah Chase, à Busch Gardens Tampa, en 2006.
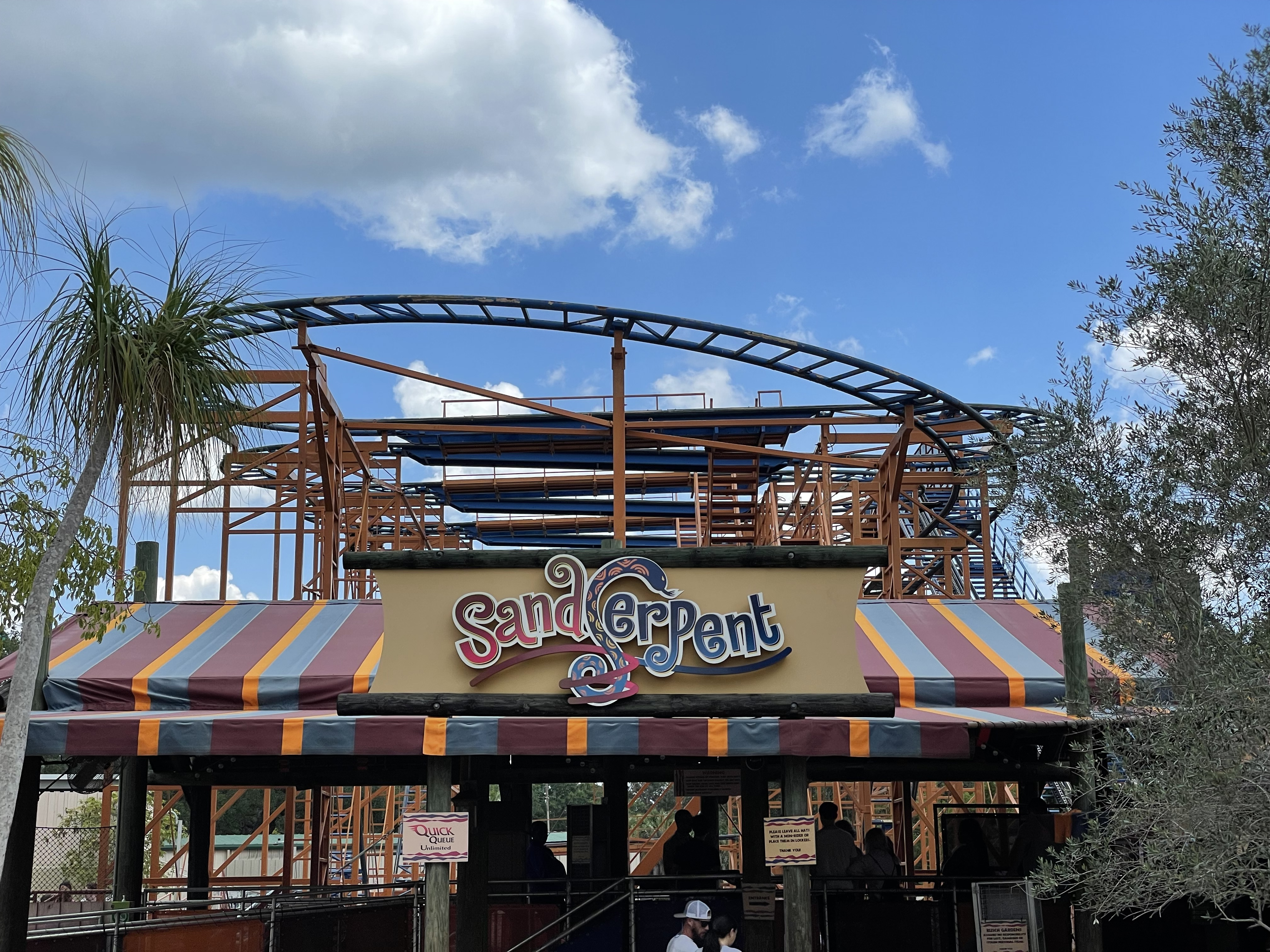
Entrée de Sand Serpent à Busch Gardens Tampa, en 2022.

## Caractéristiques
Sand Serpent était un modèle de montagnes russes Wild Mouse fabriqué par Mack Rides et conçu par Werner Stengel. Plus précisément, le modèle la version compacte mobile. À l'origine, la piste était verte et avait des supports jaunes, chaque voiture présentant les couleurs des anneaux olympiques ainsi que des éclairs et des étoiles. La dernière itération comportait une piste bleue et des supports orange, avec les voitures de différentes couleurs solides en bleu, orange ou rouge.
Sand Serpent a atteint une vitesse maximale de 45 km/h, la piste ayant une longueur totale de 350 mètres et englobait une zone de 44 mètres sur 19 mètres. Les quatre passagers par voiture sont disposés en deux rangées avec deux sièges chacune. Contrairement aux montagnes russes Wild Mouse similaires produites par Mack Rides, le modèle Sand Serpent ne comportait pas de creux dans la piste avant la section de freinage.